# 松坂佐一
松坂 佐一（まつさか さいち、1898年11月13日 - 2000年3月11日）は、日本の法学者。専門は民法。穂積重遠門下。名古屋大学名誉教授。従三位勲二等旭日重光章。現在の倉敷市生まれ。

## 略歴
小学校を卒業後上京し、東京府立第一中学校、第一高等学校を経て1923年東京帝国大学法学部卒業。京城帝国大学教授、愛知大学教授、名古屋大学法学部教授、名古屋大学総長、NHK経営委員会委員などを歴任し、晩年は研究の傍ら弁護士としても活躍。

## 業績
債権者代位権、債権者取消権、不当利得法、履行補助者の法理など債権総論の研究を中心に成果を残す。その代表的著書『民法提要』は、我妻栄の学説に従った穏当で簡潔な記述がなされていることから、公務員試験や司法試験受験生の間において広く用いられた。

## 著作
- 『履行補助者の研究』（岩波書店）
- 『債権者代位権の研究』（有斐閣）
- 『不当利得論』（有斐閣）
- 『民法提要（総則）』（有斐閣、初版1954年、第3版増訂1982年）
- 『民法提要（物権法）』（有斐閣、初版1955年、第4版増訂1984年）
- 『民法提要（債権総論）』（有斐閣、初版1956年、第4版1982年）
- 『民法提要（債権各論）』（有斐閣、初版1956、第5版1993年）
- 『民法提要（親族法・相続法）』（有斐閣、初版1962年、第4版1992年）
- 『債権者取消の研究』（有斐閣）
- 『事務管理・不当利得（法律学全集）』（有斐閣）
- 『プラトンと法律』（名古屋大学出版会）